# Het familieportret
Het familieportret is de vertaalde roman van Jenna Blum uit 2004, met de Engelse titel Those who save us. Het boek voert in Nederland de bestsellerslijst aan van 2011. Het boek begint met de begrafenis van Jack in december 1993. Hierna beschrijven de hoofdstukken afwisselend het leven van moeder Anna in de periode 1939–1945 en dat van haar dochter Trudy in de periode november 1996 tot en met mei 1997.

## Verhaal
De 6 hoofdpersonen zijn:
- Anna. In 1939 verzorgt ze haar vader, weduwnaar Gerhard. Haar moeder is zes jaar eerder gestorven. Ze woont tot het einde van de oorlog in Weimar.
- Max. Een joodse arts die bij Anna onderduikt en daar de vader wordt van Trudy. Door Gerhard verraden aan de SS en afgevoerd naar het plaatselijke concentratiekamp Buchenwald.
- Mathilde. Een weduwe met een goedlopende bakkerij. Ze levert ook aan de SS en aan Buchenwald. Anna duikt min of meer bij haar onder en Mathilde helpt haar met de bevalling. Ze schakelt Anna meteen al in als bakkersknecht. Mathilde wordt uiteindelijk in 1942 betrapt bij het illegale deel van haar werk en ter plekke geëxecuteerd.
- Horst is een Obersturmführer van de SS. Hij maakt na de executie van Mathilde Anna tot zijn minnares. Aan het eind van de oorlog weigert Anna met hem naar Zuid-Amerika te vluchten.[4]
- Trudy, de liefdesbaby van Anna en Max.
- Jack. Amerikaanse soldaat uit het fictieve gehucht New Heidelburg[5] in de staat Minnesota. Hij neemt Anna en Trudy mee terug naar zijn boerderij na de Amerikaanse bevrijding van Weimar.

Het familieportret van Anna, Trudy en Horst domineert het leven van Trudy. Ze vindt het fotootje van een man, een vrouw en een kind, in een gouden doosje met nazisymbolen in haar moeders slaapkamer. De foto is gemaakt op een picknick met Horst ter ere van Anna haar 23e verjaardag. Tot mei 1997 is Trudy ervan overtuigd dat de man op het familieportret haar natuurlijke vader is, gehuld in SS-uniform. Trudy voelt die wetenschap als een loodzware belasting. Na de begrafenis van Jack laat Trudy Anna min of meer aan haar lot over en laat haar opnemen in een verzorgingshuis als ze niet meer alleen op de verlaten boerderij kan blijven wonen. Als het daar ook mis gaat is ze genoodzaakt Anna bij haar thuis op te nemen. Maar ook dan blijft Anna weigeren iets over hun oorlogstijd in Weimar los te laten.
Het boek beschrijft hoe Anna en Trudy in de bakkerij de oorlog overleven en bij Jack op de boerderij belanden. Anna wordt decennialang vanwege haar verleden als moffenhoer door de inwoners van New Heidelburg slechts gedoogd. In Weimar was dat aan het eind van de oorlog al niet anders. Trudy ontwikkelt een enorme zelfhaat door het heimelijk in haar moeders slaapkamer gevonden familieportret. Ze neemt als historica een wetenschappelijk onderzoeksproject aan op haar universiteit van Minneapolis naar het Duitse oorlogsverleden. Via dat project komt ze in aanraking met twee uitersten. Een naziaanhangster en een holocaustoverlever, die nog enige tijd haar minnaar wordt. Maar het laatste interview met een schatrijke collaborateur, Felix Pfeiffer, brengt haar persoonlijke waarheid naar boven. Als gevangene van het kamp Buchenwald heeft Felix Max gekend uit de steenhouwerijafdeling. Daar is Felix in leven gebleven door het extra brood dat Mathilde en later Anna voor de steenhouwers verstopten. Voordat hij wordt opgehangen vertelde Max aan Felix dat diezelfde Anna de moeder is van zijn dochter. Zo wordt aan het einde van het boek Trudy met de verrassende nieuwe waarheid achter het familieportret geconfronteerd. Felix wordt als trofee door Trudy meegenomen naar haar moeder thuis.